# Eparchia di Podol'sk

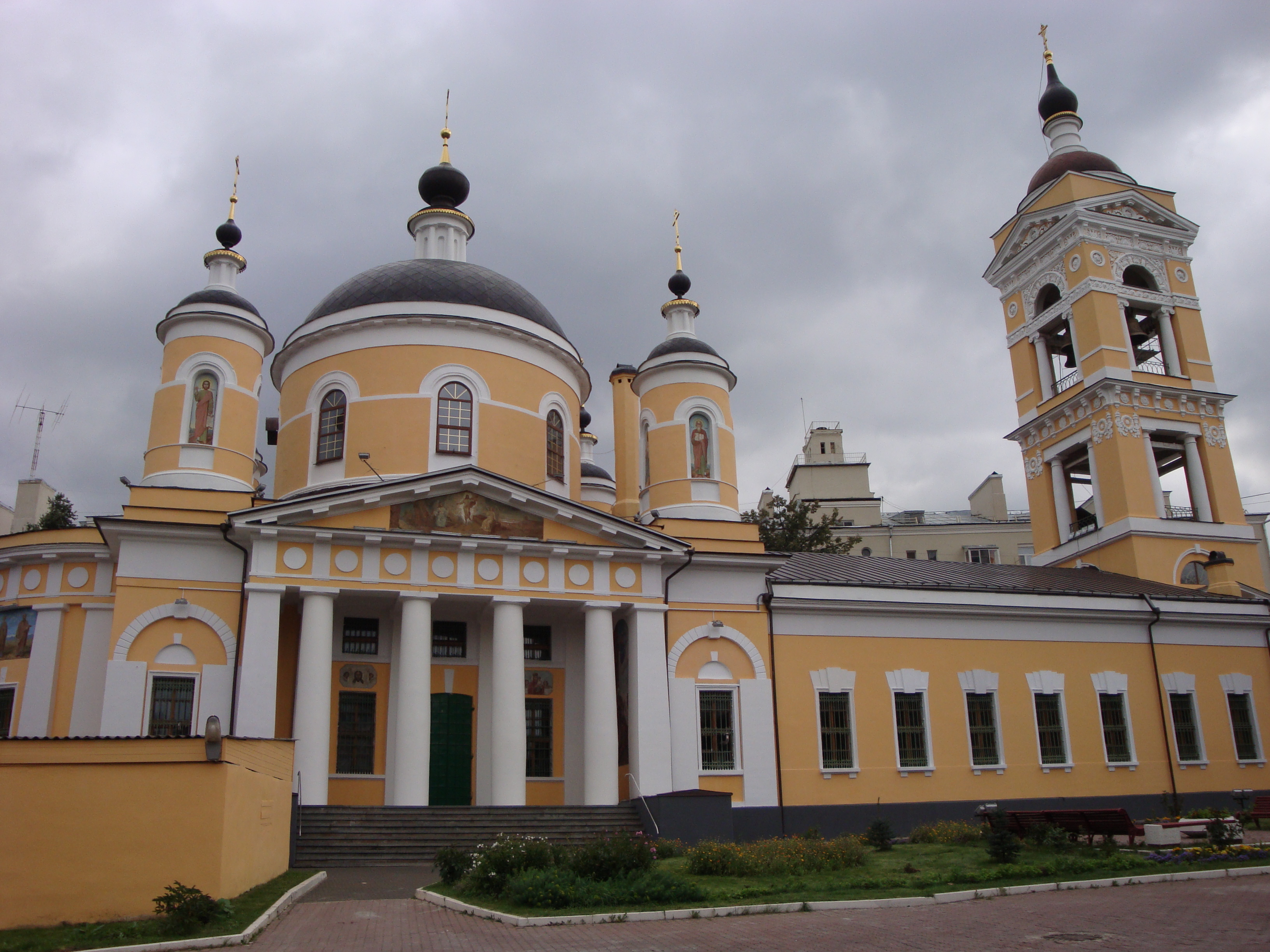
La cattedrale della Trinità di Podol'sk.

L'eparchia di Podol'sk (in russo Подольская епархия?) è una diocesi della Chiesa ortodossa russa, appartenente alla metropolia di Mosca.

## Territorio
L'eparchia comprende le città di Podol'sk, Ljubercy Dzeržinskij, Kotel'niki, Lytkarino, Serpuchov, Protvino, Puščino, Domodedovo, Čechov, Stupino e Vidnoe nella oblast' di Mosca nel circondario federale centrale.
Sede eparchiale è la città di Podol'sk, dove si trova la cattedrale della Trinità. La sede della curia eparchiale è Vidnoe.
L'eparca ha il titolo ufficiale di «eparca di Podol'sk e Ljubercy».

## Storia
L'eparchia è stata eretta dal Santo Sinodo della Chiesa ortodossa russa il 13 aprile 2021 ricavandone il territorio dall'eparchia di Mosca, e contestualmente è entrata a far parte della metropolia di Mosca.